# Варшавська вулиця (Конотоп)
Вулиця Варшавська — одна з найстаріших вулиць міста Конотоп Сумської області.

## Розташування
Вулиця розташована в історичній частині міста. Пролягає від проспекту Червоної Калини до вулиці Братів Лузанів.

## Історія
Вулиця вперше згадується у 1782 році. З початку свого існування носила назву Красногірська, назва якої  мала староруське походження. За однією з версій, «красною горкою» називали культові язичницькі місця.
З 1920-х років мала назву — вулиця Комуністична, на честь панівної ідеології у СРСР — комунізму.
З 30 січня 1992 року відновлена історична назва — вулиця Красногірська.
Наприкінці грудня 2022 року до Конотопу надійшли два автобуси Solaris Urbino 18 з Варшави. 26 грудня 2022 року на знак подяки Конотопська міська рада перейменувала  вулицю Красногірську на вулицю Варшавську, а міський голова Артем Семініхін повідомив про подальшу допомогу від Варшави в оновленні траснпортного парку міста.